# Скопска сръбска гимназия
Скопската сръбска гимназия е сръбско учебно заведение, съществувало в Скопие в Османската империя от 1894 до 1912 година.

## История
В началото на учебната 1893-1894 година сръбският консул в Скопие Тодор Станкович повдига идеята за сръбско средно училище в града. През март 1894 година османските власти разрешават откриването на сръбска гимназия в Скопие. Два месеца по-късно Станкович отново повдига въпроса пред сръбските власти, а за същия се говори и през лятото на 1894 година. След няколко предложения се решава да се открие гимназия в Скопие, само първи клас, а училището да бъде от интернатен тип. Сима Попович, учител в Призренската духовна семинария, е назначен за временен директор на гимназията, a той получава и надзора над сръбските начални училища в града.
През първата учебна 1894-1895 година в първи клас са записани 40 ученика, 37 момчета и 3 момичета.
| Директор              | Директор              | Години    |
| --------------------- | --------------------- | --------- |
| Сима С. Попович       | Сима С. Поповић       | 1894–1895 |
| Илия Вучетич          | Илија Вучетић         | 1895–1896 |
| Иларион Весич         | Иларион Весић         |           |
| Коста Ковачевич       | Коста Ковачевић       |           |
| Радослав Агатонович   | Радослав Агатоновић   | 1900–1902 |
| Милан Гаич            | Милан Гајић           | 1901–1902 |
| Михаило Маркович      | Михаило Марковић      | 1902–1903 |
| Светозар Томич        | Светозар Томић        | 1903–1904 |
| Стеван Димитриевич    | Стеван Димитријевић   |           |
| Лука Лазаревич        | Лука Лазаревић        | 1906–1907 |
| Драгомир С. Обрадович | Драгомир С. Обрадовић |           |
| Никола Николич Дж.    | Никола Николић Ђ.     | 1908–1909 |
| Никола Ракич М.       | Никола Ракић М.       | 1909–1910 |
| Александър Станишич   | Александар Станишић   | 1911–1912 |